# Психологические границы
Психологические границы (или личные границы) — это осознание собственного «я» как отдельного от других людей, а также признание других людей носителями собственного «я». Эти границы связаны с Я-концепцией и определяют личность, её взаимодействие с окружающими.
Психологические границы относятся к внутренним, субъективным границам личности, отделяющим её от других. Если физические границы человека — это его тело, то психологические границы охватывают когнитивную, волевую и эмоциональную сферы. Они определяют, что человек может воспринимать, чем он готов делиться и какие взаимодействия для него комфортны. Личные границы не только ограничивают поведение других, но и формируют собственное поведение человека в обществе.
Личные границы формируются не только через осознание того, что приемлемо для человека, но и через изменение собственной реакции на межличностные ситуации. Таким образом, основное внимание уделяется не ожиданиям от окружающих, а собственным действиям и установкам.

## Применение
В психологии часто обсуждается нарушение личных границ. Нарушение имеет место, когда человек игнорирует границы других людей. Например, человек может навязывать свои просьбы или мысли, не учитывая, что они могут быть неприятны для собеседника.

### Типы
1. Доверительная граница — это психологическое расстояние, на которое человек готов подпустить других. Она зависит от отношения к конкретному человеку. Например, с одним коллегой человек предпочитает обсуждать только рабочие вопросы, а с другим может говорить на более личные темы. Для этого вида границы характерна гибкость и зависит от уровня доверия.
2. Определяющие границы — эти границы связаны с ценностями, установками и нормами личности, определяя её идентичность. Они помогают человеку заявить о себе, сообщить окружающим, кто он и какие у него приоритеты. Они становятся основой для определения собственных предпочтений и взглядов.
3. Защитные границы — служат для защиты личности от болезненных или угрожающих впечатлений, которые могут повлиять на самооценку и личные ценности. Защитные границы позволяют человеку осознанно минимизировать риск эмоционального вреда. В отличие от определяющих границ, они более гибкие и могут изменяться, если ситуация становится безопасной или доверительной.

## Последствия нарушения личных границ
Нарушение личных границ может повлиять на эмоциональное состояние человека. Когда человек не выражает недовольство, он подавляет свои эмоции, что может привести к внутренним конфликтам и неуверенности. Со временем это может вызывать психические расстройства, депрессию и другие эмоциональные проблемы.
Кроме того, постоянное игнорирование собственных границ снижает самооценку и формирует чувство беспомощности. Человек может начать сомневаться в праве на свои чувства, желания и потребности. Это делает его уязвимым для манипуляций и токсичных отношений. В долгосрочной перспективе это мешает строить здоровые взаимоотношения и поддерживать психологическое благополучие. Умение отстаивать личные границы — важный навык, который способствует развитию уверенности в себе и сохранению ментального здоровья.
Нарушение границ также может привести к самообвинениям, когда человек начинает считать себя виноватым за нарушение своих границ. Это может привести к подавленным эмоциям, ненависти к себе и окружающим. Например, человек может позволить другому гостю оставаться на ночь, несмотря на своё неудобство, что приводит к внутреннему конфликту и негативным эмоциям.
Некоторые психологи предполагают, что нарушение личных границ может быть связано с расстройствами шизофренического спектра. Например, в случае, когда человек в детстве вынужден был постоянно выполнять чужие желания без возможности отказа, это может привести к подавлению эмоций и нарушению их выработки, что в дальнейшем может способствовать психическим расстройствам.